# Mišo Broz
Aleksandar "Mišo" Broz (Zagreb, 24 de maio[carece de fontes?] de 1941) é um diplomata croata aposentado. Ele é filho do marechal iugoslavo Josip Broz Tito (1892–1980) e Herta Haas (1914–2010). Ele ocupou cargos diplomáticos na Rússia e no Egito . De 2004 a 2009, ele serviu como embaixador croata na Indonésia .
Josip Broz, então presidente da Liga dos Comunistas da Iugoslávia, conheceu Herta Haas em 1937. O relacionamento durou até 1941 com a Segunda Guerra Mundial na Iugoslávia, quando Broz deixou Haas grávida de Mišo.
Broz registrou várias marcas comerciais relacionadas a seu pai, líder do Partido Comunista da Iugoslávia .